# Phoenix (canção de Nelly Furtado)
Phoenix é uma canção gravada pela cantora e compositora canadense Nelly Furtado para o seu sétimo álbum de estúdio, The Ride, (2017). Foi lançada como quarto single do álbum em 10 de Março de 2017.

## Composição
"Phoenix" é uma balada de piano e pop ambiente que fala sobre força interior e o renascimento.

## Recepção da Crítica
Christoph Büscher, do Medium.com , afirmou: "Os versos são incríveis e os vocais de Nelly realmente brilham. Mas a metáfora da ascensão como uma fênix? Sério? Isso já era antigo nos anos cinquenta." Mike Wass, do Idolator, escreveu: "Cada single do LP de retorno, The Ride (lançado em 31 de março), é melhor do que o outro. Sua sequência quente continua com uma bela balada de piano, Phoenix - uma faixa que toca de volta à abordagem discreta do Folklore.  Da'Shan Smith, da Billboard comparou a canção ao trabalho de Cindy Lauper e ao seu single "All Good Things (Come to an End)" e completou dizendo que "(a música) oferece uma oportunidade para seus ouvintes de coração partido de forma semelhante seguirem em frente e se erguerem como um pássaro majestoso, lembrando-os que você vai ficar bem de novo".

## Lista de faixas
| Download Digital |           |         |  |
| N.º              | Título    | Duração |  |
| 1.               | "Phoenix" | 4:25    |  |

## Histórico de lançamento
| Região | Data                | Formato                     | Gravadora |
| ------ | ------------------- | --------------------------- | --------- |
| Várias | 10 de Março de 2017 | Download digital, streaming | Nelstar   |